# Finghin Collins
Finghin Collins est un pianiste irlandais né à Dublin le 31 mars 1977.
Il commence ses études musicales à l'âge de six ans au sein de la Royal Irish Academy of Music de Dublin dans la classe de John O'Conor et obtient en juin 1999 son diplôme avec félicitations du jury. Pendant ses études, il participe au Concours Eurovision des jeunes musiciens 1994 à Varsovie en jouant le Prélude en C-sharp minor op. 45 composé par Frédéric Chopin, mais ne parvient pas à se qualifier pour la finale.
Il effectue ensuite trois années d'études de virtuosité auprès de Dominique Merlet au Conservatoire de Genève et remporte en juin 2002 le premier Prix avec distinction ainsi que le prix Georges-Filipinetti.
Finghin Collins remporte en septembre 1999 le Concours international de piano Clara-Haskil.
Des engagements prestigieux se sont depuis succédé auprès de grands orchestres internationaux, tels que le Royal Philharmonic Orchestra de Londres, le City of Birmingham Symphony Orchestra, le Chicago Symphony Orchestra et le Houston Symphony Orchestra.
Il est également invité à jouer des récitals à travers le monde (Lincoln Center à New York, salle Cortot à Paris), ainsi que dans de nombreux festivals de musique classique.